# William Archibald Dunning
William Archibald Dunning (12 mai 1857-25 août 1922) est un historien et politologue américain de l'université Columbia, réputé pour ses travaux sur l'ère de la reconstruction des États-Unis. Il fonde l'école Dunning pour interpréter l'ère de la reconstruction à travers ses propres écrits et les thèses de ses nombreux étudiants. Dunning est critiqué pour avoir préconisé des interprétations suprématistes blanches et pour avoir offert "une légitimité savante à la privation du droit de vote des Noirs du Sud et au système Jim Crow ".

## Jeunesse et éducation
Né à Plainfield (New Jersey), Dunning est le fils d'un homme d'affaires prospère qui aime les classiques. Dunning obtient des diplômes à l'université Columbia (BA 1881, MA 1884 et Ph.D. 1885). Il passe un an à Berlin à étudier l'histoire européenne avec Heinrich von Treitschke.
Peu de temps après son retour et le début de sa carrière universitaire, en 1888, il épouse Charlotte E. Loomis. Ils n'ont pas d'enfants. Elle est décédée en 1917,.

## Carrière
Dunning commence à enseigner à Columbia et est régulièrement promu (boursier, chargé de cours, instructeur, professeur auxiliaire et professeur titulaire); en 1903, il est nommé professeur "Francis Lieber" d'histoire et de philosophie politique.
Il publie sa thèse de doctorat, The Constitution of the United States in Civil War and Reconstruction: 1860–1867 (1897), à 40 ans après avoir enseigné pendant plusieurs années.
Ses essais savants, rassemblés dans Essays on the Civil War and Reconstruction and Related Topics (1897), comprennent des travaux qui expliquent le fondement juridique de la destruction de l'esclavage, une institution à laquelle il s'oppose. Son enquête Reconstruction, Political and Economic: 1865–1877 (1907), pour la série « American Nation », donne le ton. Dunning pense que son livre Reconstruction était trop superficiel. Il estime que cela l'a distrait de son travail majeur sur l'histoire de la théorie politique.
Dunning a un double rôle en histoire et en science politique. Il est longtemps rédacteur en chef du Political Science Quarterly. Il est un expert de premier plan dans l'histoire de la pensée politique, telle qu'exprimée dans sa trilogie : A History of Political Theories: Ancient and Medieval (1902), From Luther to Montesquieu (1905), and From Rousseau to Spencer (1920).
Bien que sa santé soit mauvaise après 1903, Dunning écrit de nombreux articles scientifiques et critiques de livres pour l'American Historical Review et le Political Science Quarterly, qu'il dirige de 1894 à 1903. Dunning est un fondateur et un activiste de longue date de la Société américaine d'histoire, devenant président de l'AHA en 1913. Il est président de l'American Political Science Association en 1922.
Évaluant ses contributions en 2000, Smith dit que Dunning est beaucoup plus important en tant qu'enseignant diplômé qu'en tant que chercheur. Columbia est l'un des principaux lieu de délivrance de doctorats et Dunning dirige de nombreux travaux de troisième cycle en histoire des États-Unis et en pensée politique européenne. Ses étudiants deviennent des universitaires et des entrepreneurs universitaires de premier plan, tels que Charles Merriam, Harry Elmer Barnes, James Wilford Garner (en) et Carlton Hayes. Il encadre également C. Mildred Thompson (en), professeure d' histoire devenu doyenne du Vassar College. Thompson rédige la charte de l'UNESCO (l'Organisation des Nations unies pour l'éducation, la science et la culture) et travaille pour les droits civils à Atlanta.
Dunning soutient ses étudiants tout au long de leur vie, les encourageant continuellement dans leur carrière. Ils l'honorent d'un Festschrift en 1914, Studies in Southern History and Politics Inrated to William Archibald Dunning . . . by His Former Pupils the Authors  (1914).

## École de pensée
De nombreux sudistes (et certains nordistes) obtiennent des doctorats en histoire sous la direction de Dunning et retournent dans le sud pour des carrières universitaires, où ils dominent les principaux départements d'histoire. Certains écrivent des ouvrages sur la reconstruction, dont James W. Garner, Walter Lynwood Fleming, JG de Roulhac Hamilton, Charles W. Ramsdell, C. Mildred Thompson, William Watson Davis et Thomas S. Staple. Ils constituent l'informelle " Dunning School ". Leur interprétation de la reconstruction post-guerre civile est la théorie dominante enseignée dans les universités américaines pendant une grande partie de la première moitié du XXe siècle. Bradley dit: "L'école Dunning a condamné la reconstruction comme une conspiration par des républicains radicaux vindicatifs pour subjuguer les Blancs du Sud à la baïonnette, en utilisant des troupes fédérales pour soutenir des régimes d'État corrompus dirigés par une trinité impie de bagagistes, de scalawags et d'affranchis.". Bradley note que l'interprétation de Dunning dans les années 1930 et 1940 "a également reçu un traitement convaincant dans des œuvres populaires telles que The Tragic Era de Claude Bowers et Autant en emporte le vent de Margaret Mitchell - à la fois le roman le plus vendu et le film à succès".
Selon Dunning, les acteurs de la Reconstruction comprennent les " carpetbaggers ", en particulier les nouveaux arrivants blancs du Nord, que l'école Dunning dépeints comme des intrus avides exploitant le Sud et dominant le Parti républicain ; les « scalawags », natifs blancs du sud collaborant avec les républicains ; et les affranchis, que l'école Dunning dépeints comme disposant de peu de voix indépendante. Il est favorable aux Sudistes blancs, qu'ils considèrent comme dépouillés de leurs droits après 1865 par un Nord vengeur.
Dunning et ses partisans dépeignent les anciens planteurs, l'élite politique, sociale et économique, comme des personnes honorables ayant à l'esprit les meilleurs intérêts du Sud.

## Critique
W. E. B. Du Bois dirige la critique de l'école Dunning, la prenant à partie dans l'introduction de la reconstruction noire en Amérique. L'historien Eric Foner écrit que l'école Dunning "offrait une légitimité scientifique à la privation du droit de vote des Noirs du Sud et au système Jim Crow qui s'enracinait au moment où ils écrivaient", et que "les horreurs présumées de la reconstruction ont aidé à geler l'esprit du Sud blanc, en opposition farouche à tout changement dans le système racial de la région." Foner ajoute que "le défaut fondamental de l'école Dunning était le profond racisme des auteurs", et que "le racisme a façonné non seulement leurs interprétations de l'histoire, mais aussi leurs méthodes de recherche et l'utilisation des preuves historiques".
Dans Black Reconstruction in America (1935), Du Bois caractérise la Reconstruction, Political and Economic de Dunning comme un texte « standard, anti-nègre. » Du Bois note : « Dunning admet que" La législation des gouvernements réorganisés, sous couvert de règlements de police et de lois sur le vagabondage, avait décrété une discrimination sévère contre les affranchis dans tous les droits civils communs. »
L'historien Howard K. Beale est un chef de file de l'école « révisionniste » des années 1930 qui rompt avec l'interprétation de Dunning. Beale dit que l'école Dunning a innové en échappant aux polémiques politiques de l'époque et a utilisé "des recherches méticuleuses et approfondies [...] dans le but de déterminer la vérité plutôt que de prouver une thèse". Beale déclare que «l'accent de l'école Dunning était sur le mal fait au Sud par la reconstruction radicale et sur les motifs politiques et économiques sordides derrière le radicalisme».
Après 1950, la Dunning School est attaquée par une nouvelle génération d'historiens. Conformément aux idées européennes sur l'histoire «de bas en haut» et sur l'action de toutes les classes de personnes, ainsi que de nouvelles recherches, ils documentent la place des Afro-Américains au centre de la reconstruction. La vision révisionniste est élargie et révisée par Eric Foner et d'autres. Ils fustigent Dunning pour son traitement sévère des Noirs dans sa Reconstruction (1907). Cependant, Muller affirme que Dunning était tout aussi dur envers tous les principaux acteurs: "L'antipathie de Dunning dans Reconstruction est généreusement entassée sur tous les groupes, indépendamment de la race, de la couleur, de la croyance ou des origines sectionnelles." .

## Œuvres
- Irish Land Legislation Since 1845. (New York : Ginn, 1892)
- Essays on the Civil War and Reconstruction and Related Topics (1897, 2e éd. 1904) édition en ligne
- History of Political Theories, Ancient and Mediœval (3 vol., 1902-1920) vol 1 en ligne ; vol 2 en ligne ; vol 3 en ligne
- History of Political Theories from Luther to Montesquieu (1905)
- Reconstruction, Political and Economic, 1865–1877 (1907) édition en ligne
- A Sketch of Carl Schurz's Political Career,, 1869-1906 (avec Frederic Bancroft ; 1908)
- Paying for Alaska (1912)
- The British Empire and the United States; a review of their relations during the century of peace following the treaty of Ghent, by William Archibald Dunning with an introduction by the Right Honourable Viscount Bryce, O.M., and a preface by Nicholas Murray Butler (New York: C. Scribner's Sons, 1914)
- Studies in Southern History and Politics (1914) édition en ligne
- Livres de William Archibald Dunning sur Google Livres